# Anguloscalpellum wyethi
Anguloscalpellum wyethi is een rankpootkreeftensoort uit de familie van de Scalpellidae. De wetenschappelijke naam van de soort is voor het eerst geldig gepubliceerd door Cornwall.